# دختر جهنمی
دختر جهنمی (به ژاپنی: 地獄少女 ,Jigoku Shōjo) یک مجموعه تلویزیونی انیمه ژاپنی که توسط استودیوهای انیپلکس و دین تولید شده‌است. این سری انیمه در حال حاضر شامل سه فصل می‌باشد که توسط ایستگاه‌های تلویزیونی متعددی مانند انیماکس، ام‌بی‌اس، توکیو ام‌ایکس و دیگر شبکه‌ها در سرتاسر ژاپن پخش شده‌است. بعدها از روی این اثر یک سری مانگا، یک مجموعه تلویزیونی لایو-اکشن ۱۲ قسمتی که در سال ۲۰۰۶ از شبکه نیپون تلویژن پخش شد و همچنین بازی ویدئویی ساخته شده‌است.
پخش اولین فصل این مجموعه به کارگردانی تاکاهیرو اوموری به تعداد ۲۶ قسمت از ۴ اکتبر ۲۰۰۴ تا ۸ آوریل ۲۰۰۶ ادامه داشت. پس از موفقیت فصل اول، فصل دوم سری با عنوان دختر جهنمی: دوآینه (به ژاپنی: 地獄少女 二籠, Jigoku Shoujo Futakomori) از اکتبر ۲۰۰۶ تا آوریل ۲۰۰۷ در ژاپن پخش شد. فصل سوم سری نیز به کارگردانی هیروشی واتانابه و با نام دختر جهنمی: سه رگ (به ژاپنی: 地獄少女 三鼎, Jigoku Shoujo Mitsuganae) از ۴ اکتبر ۲۰۰۸ شروع شده و تا ۴ آوریل ۲۰۰۹ ادامه داشت.